# HMS Celandine (K75)
«Селандін» (англ. HMS Celandine (K75) — військовий корабель, корвет типу «Флавер» Королівського військово-морського флоту Великої Британії за часів Другої світової війни.
Корвет «Селандін» був закладений 30 квітня 1940 року на верфі компанії Grangemouth Dockyard Company у Гренджмуті. 28 грудня 1941 року він був спущений на воду, а 30 квітня 1941 року увійшов до складу Королівських ВМС Великої Британії.
Корабель брав участь у бойових діях на морі в Другій світовій війні, бився у Північній Атлантиці, супроводжував атлантичні конвої. В ході війни служив у ескортних групах супроводження транспортних конвоїв та був одним з протичовнових кораблів, який разом з іншими кораблями затопив німецький підводний човен U-556.

## Історія служби
27 червня 1941 року німецький підводний човен U-556 під командуванням Герберта Вольфарта був атакований на південний захід від Ісландії британськими корветами «Нестартіум», «Селандін» і «Гладіолус». Всього три корвети запустили 50 глибинних бомб; U-556 був вимушений спливти на поверхню, коли «Гладіолус» на нього скинув ще три глибинні бомби; потім корвети відкрили вогонь в упор, вразивши бойову рубку U-556. У результаті капітан Герберт Вольфарт і екіпаж залишили корабель, і човен затонув, перш ніж його вдалось врятувати.
3 листопада 1942 року «Селандін» у взаємодії з есмінцем «Ванесса» відбили атаку німецьких підводних човнів після перехоплення радіопередач ворожими човнами, що переслідували конвой SC 107.